# У љубави и рату
У љубави и рату (енгл. „In Love and War“) је америчка романтична драма из 1996. о животу америчког писца Ернеста Хемингвеја, са Макензи Остином у главној улози.

## Радња
Први светски рат, 1918. У Италију, борећи се са Аустроугарском, помоћ стиже од америчких савезника – медицинских сестара Црвеног крста и аутомобила санитетског батаљона са сервисерима. Осамнаестогодишњи возач Ернест ("Ерни") Хемингвеј је погођен у ногу током гранатирања. Завршава у болници, где се заљубљује у једну од медицинских сестара - Агнес фон Куровски, која је успела да убеди хирурга, који инсистира на хитној ампутацији. Девојка има 26 година и не схвата озбиљно напредовање младог Ернија. Међутим, у њој се постепено буди реципроцитет. Убрзо љубавници улазе у интимност, чији је симбол спори романтични плес голог пара.
Након опоравка, Хемингвеј, који је добио медаљу за рану, враћа се у Сједињене Државе као војни херој. Далеко од њега, Агнес поново муче сумње у разлику у годинама са својим љубавником. Војни хирург Доменико Корасиоло је запроси, она тражи време да одговори. У свом писму Ернију, Агнес га обавештава о могућем браку и указује на потребу да се заувек растане. Хемингвеј ову поруку са тугом схвата као последњу паузу.
Осам месеци касније, Агнес стиже у САД и проналази Ернија. Она каже да се није удала и тражи опрост због неверице у искреност осећања свог љубавника.

## Улоге
| Глумац          | Улога              |
| --------------- | ------------------ |
| Макензи Остин   | Хенри Вилард       |
| Сандра Булок    | Агнес фон Куровски |
| Крис О’Донел    | Ернест Хемингвеј   |
| Марго Стејнберг | Мејбел Роуз        |
| Алан Бенет      | Портер             |